# Thorsten Lindqvist
Thorsten Ivan Lindqvist (Säffle, 2 dicembre 1925 – Uppsala, 3 novembre 2002) è stato un pentatleta svedese.

## Palmarès
In carriera ha conseguito i seguenti risultati:
- Giochi olimpici:

Helsinki 1952: argento nel pentathlon moderno a squadre.
- Mondiali:

Helsingborg 1951: oro nel pentathlon moderno a squadre e bronzo individuale.
Santo Domingo 1953: oro nel pentathlon moderno a squadre.